# NGC 685
NGC 685 este o galaxie spirală barată situată în constelația Eridanul. A fost descoperită în 3 octombrie 1834 de către John Herschel. Se află la o distanță de 15,2 megaparseci de Pământ.